# Solanum iopetalum
Solanum iopetalum är en potatisväxtart som först beskrevs av Friedrich August Georg Bitter, och fick sitt nu gällande namn av John Gregory Hawkes. Solanum iopetalum ingår i släktet skattor som ingår i familjen potatisväxter. Inga underarter finns listade i Catalogue of Life.